# Japanische Badmintonmeisterschaft 1992
Die Japanische Badmintonmeisterschaft 1992 fand im Dezember 1992 in Moriguchi statt. Es war die 46. Austragung der nationalen Titelkämpfe im Badminton in Japan.

## Medaillengewinner
| Disziplin    | Gold                          | Silber                           | Bronze                         |
| ------------ | ----------------------------- | -------------------------------- | ------------------------------ |
| Herreneinzel | Kazuhiro Shimogami            | Hideaki Motoyama                 | Yasumasa Tsujita               |
| Herreneinzel | Kazuhiro Shimogami            | Hideaki Motoyama                 | Fumihiko Machida               |
| Dameneinzel  | Aiko Miyamura                 | Hisako Mizui                     | Yasuko Mizui                   |
| Dameneinzel  | Aiko Miyamura                 | Hisako Mizui                     | Yasuko Hayashi                 |
| Herrendoppel | Shinji Matsuura Shūji Matsuno | Koji Miya Fumihiko Machida       | Yasumasa Tsujita Akihiro Imai  |
| Herrendoppel | Shinji Matsuura Shūji Matsuno | Koji Miya Fumihiko Machida       | Kazuhiko Hamakita Eishi Kibune |
| Damendoppel  | Yūko Koike Tokiko Hirota      | Keiko Nakahara Miwa Kai          | Kyōko Sasage Tomomi Matsuo     |
| Damendoppel  | Yūko Koike Tokiko Hirota      | Keiko Nakahara Miwa Kai          | Fujimi Tamura Ryōko Iwata      |
| Mixed        | Katsushi Koga Yōko Fujimoto   | Tomoaki Yoshino Chikako Kasahara | Jun’ichi Kadoya Noriko Tanaka  |
| Mixed        | Katsushi Koga Yōko Fujimoto   | Tomoaki Yoshino Chikako Kasahara | Akihiko Uemura Sakiko Tanaka   |